# Бахов
Бахов (укр. Бахів) — село в Дубовской сельской общине Ковельского района Волынской области Украины.
Код КОАТУУ — 0722182402. Население по переписи 2001 года составляет 436 человек. Почтовый индекс — 45005. Телефонный код — 3352. Занимает площадь 0,621 км².